# Ali Benarbia
Ali Benarbia - em árabe, علي بن عربية‎ (Oran, 8 de outubro de 1968) é um futebolista argelino que atuava como meio-campista.

## Carreira em clubes
Após jogar nas categorias de base do Razimbaud OC e do FU Narbonne, Benarbia iniciou a carreira profissional no Martigues, onde atuou em 201 partidas e fez 23 gols entre 1985 e 1995. Pelos Sang et Or, venceu a segunda divisão em 1992–93.
Jogou ainda por Monaco, Bordeaux, Paris Saint-Germain e Manchester City, aposentando-se em 2003. Porém, em julho do mesmo ano, voltou aos gramados para defender o Al-Rayyan do Catar. Em 2005, assinou com o Qatar SC, encerrando a carreira aos 37 anos, em 2006.

## Seleção Argelina
Devido a vários eventos que envolviam a Argélia enquanto atuava, Benarbia somente faria sua estreia pela seleção nacional  apenas em 2000, contra Burkina Faso, pelas eliminatórias da Copa das Nações Africanas de 2002, a qual não foi convocado. O meio-campista disputou apenas 7 partidas pelas Raposas do Deserto, não tendo feito nenhum gol.

## Títulos
Martigues
- Division 2: 1 (1992–93)

Monaco
- Division 1: 1 (1996–97)
- Supercopa da França: 1 (1997)

Bordeaux
- Division 1: 1 (1998–99)

Paris Saint-Germain
- Taça Intertoto da UEFA: 1 (2001)

Manchester City
- Football League First Division: 1 (2001–02)